# Ognisko zakażenia
Ognisko zakażenia – zlokalizowana zmiana zapalna o charakterze przewlekłym spowodowana czynnikami bakteryjnymi, zwykle umiejscowiona w małej, ograniczonej przestrzeni i dająca najpierw objawy miejscowe, która jednak w przypadku obniżenia odporności może wywołać uogólniony odczyn ustrojowy zwany zakażeniem ogniskowym lub chorobą odogniskową.

## Lokalizacja
Zwykle ogniska zakażenia znajdują się w tkankach słabo ukrwionych i mało dostępnych dla naturalnych mechanizmów obronnych ustroju, tj. w miejscach takich jak:
- w 90% w obrębie głowy
  - w jamie ustnej
    - przy zębach (patrz niżej)
    - w migdałkach podniebiennych

  - w uszach
  - zatokach obocznych nosa
- w 10% w innych miejscach
  - w wyrostku robaczkowym
  - w przydatkach macicznych
  - gruczole krokowym
  - pęcherzyk żółciowy
  - pęcherz moczowy

Potencjalne ogniska zakażenia (takie, które w danym momencie nie wywierają szkodliwego wpływu na organizm, lecz mogą wywołać chorobę odogniskową w przypadku obniżenia lub załamania odporności) w jamie ustnej:
- głębokie ubytki próchnicowe
- zęby źle przeleczone kanałowo
- ropnie przyzębne, ropnie okołowierzchołkowe z przetoką
- kieszonki kostne >6 mm
- zmiany ziarninowe w furkacjach (rozwidleniach korzeni) zębów wielokorzeniowych
- stany zapalne związane z utrudnionym wyrzynaniem zębów mądrości
- owrzodzenia śluzówki jamy ustnej

## Skutki
Zwykle przejściowa bakteriemia powstała z ogniska zakażenia może spowodować u osób z obniżoną odpornością rozwój poważnych chorób, takich jak reumatoidalne zapalenie stawów, zapalenie wsierdzia i innych chorób systemowych. Zmiany mogą również szerzyć się przez sąsiedztwo tkanek – może to być przyczyną ropnia mózgu, wątroby czy nerki, posocznicy, a także bakteryjnego zapalenia wsierdzia.